# Scopula canularia
Scopula canularia là một loài bướm đêm trong họ Geometridae.